# Baixin-Kali
Baixin-Kali (en rus: Башин-Кали) és un poble de la república de Txetxènia, a Rússia, segons el cens del 2010 no tenia cap habitant.